# Ulrich Volp
Ulrich Volp (* 5. November 1971 in Marburg) ist ein deutscher evangelischer Theologe. Er ist seit 2008 Professor für Kirchengeschichte an der Evangelisch-Theologischen Fakultät der Johannes Gutenberg-Universität Mainz und war von 2011 bis 2014 ihr Dekan.

## Leben
Volp studierte von 1990 bis 1996 evangelische Theologie in Marburg, St. Andrews und Heidelberg. 2001 wurde er in Bonn promoviert, nachdem er zunächst als Doktorand an der University of Cambridge in England und dann als wissenschaftlicher Mitarbeiter an der University of Birmingham (ebenfalls England) tätig gewesen war. Von 2000 bis 2006 war er Assistent in der Abteilung für Kirchengeschichte in Bonn, wo er sich im Jahr 2006 habilitierte und sogleich eine Vertretungsprofessur für Kirchengeschichte übernahm.
2007 vertrat er die Professur für Kirchen- und Dogmengeschichte an der Universität Mainz, auf die er im gleichen Jahr berufen wurde. Im Jahr 2010 wählte ihn die Evangelisch-Theologische Fakultät zum Prodekan, ab 2011 bis 2014 bekleidete er das Amt des Fakultätsdekans. Von 2012 bis 2014 war er ebenfalls Dekan des Fachbereichs 01 für evangelische und katholische Theologie.
In Mainz gründete er zusammen mit Friedrich Wilhelm Horn und Ruben Zimmermann das Forschungszentrum „Ethik in Antike und Christentum“. 2014 wurde er in das Leitungsgremium des Gutenberg Nachwuchskollegs (GNK) berufen, 2017 wurde er zum stellvertretenden Direktor gewählt, seit 2020 ist er sein Direktor.
Volp war sieben Jahre lang der deutsche Nationalkorrespondent der Association Internationale d’Études Patristiques (AIEP) und ist seit 2013 Mitherausgeber der Zeitschrift für Kirchengeschichte.

## Schriften
Als Autor
- Tod und Ritual in den christlichen Gemeinden der Antike (= Supplements to Vigiliae Christianae. Bd. 65). Brill, Leiden/Boston 2002, ISBN 90-04-12671-6 (Dissertation, Universität Bonn, 2000/01).
- Die Würde des Menschen. Ein Beitrag zur Anthropologie in der Alten Kirche (= Supplements to Vigiliae Christianae. Bd. 81). Brill, Leiden/Boston 2006, ISBN 90-04-15448-5 (Habilitationsschrift, Universität Bonn, 2005).
- Idealisierung der Urkirche (ecclesia primitiva). In: Europäische Geschichte Online. Hrsg. vom Institut für Europäische Geschichte. Mainz, 18. Oktober 2011, urn:nbn:de:0159-2011050958.
- Tod (= Themen der Theologie 12/utb 4887). Mohr Siebeck, Tübingen 2018, ISBN 978-3-89913-641-8.

Als Herausgeber
- mit Wolfram Kinzig: God and Murder. Literary Representations of Religion in English Crime Fiction / Darstellungen von Religion in englischsprachiger Kriminalliteratur  (= Studien des Bonner Zentrums für Religion und Gesellschaft. Bd. 3). Eron, Würzburg 2008, ISBN 978-3-89913-641-8.
- mit Wolfram Kinzig und Jochen Schmidt: Liturgie und Ritual in der Alten Kirche  (= Patristic Studies. Bd. 10). Peeters, Leuven 2011, ISBN 978-90-429-2461-1.
- Makarios Magnes: Apokritikos. Kritische Ausgabe mit deutscher Übersetzung (= Texte und Untersuchungen zur Geschichte der altchristlichen Literatur. Bd. 169). De Gruyter, Berlin 2013, ISBN 978-3-11-028455-3, doi:10.1515/9783110284553.
- mit Friedrich W. Horn und Ruben Zimmermann: Ethische Normen des frühen Christentums. Gut – Leben – Leib – Tugend (= Kontexte und Normen neutestamentlicher Ethik. Bd. 4). Mohr Siebeck, Tübingen 2013, ISBN 978-3-16-152499-8.
- mit Friedrich W. Horn und Ruben Zimmermann: Metapher – Narratio – Mimesis – Doxologie. Begründungsformen frühchristlicher und antiker Ethik (= Kontexte und Normen  neutestamentlicher Ethik. Bd. 7). Mohr Siebeck, Tübingen 2016, ISBN 978-3-16-154050-9.